# Distretto di Ocucaje
Il distretto di Ocucaje è uno dei quattordici distretti della provincia di Ica, in Perù. Si trova nella regione di Ica e si estende su una superficie di 1.417,24 chilometri quadrati.